# Радзюкевич Едуард Володимирович
Едуард Володимирович Радзюкевич (рос. Эдуард Владимирович Радзюкевич; нар. 11 липня 1965, Петрозаводськ, СРСР) — російський актор театру і кіно, режисер, педагог. Підтримує  путінський режим та  агресію Росії проти України.

## Життєпис
Народився 11 липня 1965 року в Петрозаводськ.
У 1992 році закінчив Щукінське училище (курс Юрія Авшарова). Після закінчення інституту заснував з друзями театр «Вчена мавпа», в якому працює дотепер. Співпрацює з Державним академічним театром ім. Є. Вахтангова і комічним театром «Квартет І». Викладає акторську майстерність у Російському інституті театрального мистецтва.

## Фільмографія
- 1992 — Балада для Байрона — юродивий
- 2003 — Театральний роман — завліт театру
- 2004 — Моя прекрасна нянька — фотограф
- 2005 — Дура — Піо, художник
- 2006 — Три напівграції — Борис Иннокентьевич, директор рекламного агентства
- 2006 — Щастя за рецептом
- 2009—2011 — Татусеві дочки — Едуард Радуєвич, директор агенції «Свято! Свято! Свято!», потім завгосп школи № 69
- 2010 — На зраді — Петро Соломатін, депутат Державної Думи
- 2011 — All inclusive, або Все включено — Рудольф
- 2013 — Все включено 2 — Рудольф

## Режисер
- 2004—2005 — Моя прекрасна нянька
- 2005—2006 — Хто в домі господар?
- 2006 — Брати по-різному
- 2008 — Крок за кроком
- 2008 — Татусеві дочки
- 2008 — Гуманоїди в Королеві
- 2008—2009 — Свати

## ТВ
- 2005 — Дорога передача
- 2006—2014 — 6 кадрів
- 2006—2009 — Слава Богу, ти прийшов!
- 2008 — Велика різниця
- 2013 — Нереальна історія